# Budimír
Budimír (bis 1927 slowakisch „Budimir“ oder „Budzimir“; ungarisch Budamér) ist eine Gemeinde im Osten der Slowakei mit 1397 Einwohnern (Stand 31. Dezember 2024). Administrativ gehört sie zum Okres Košice-okolie, einem Teil des politischen Bezirks Košický kraj.

## Geographie
Die Gemeinde befindet sich in der Ostslowakei im Talkessel Košická kotlina am rechten Ufer der Torysa auf einer Höhe von 219 m n.m., elf Kilometer nördlich von Košice.

## Geschichte
Budimír wurde zum ersten Mal 1289 als villa Bodomer Maior et Minor Bodorem in einer Urkunde schriftlich erwähnt, in deren ein Akt der Grundstücksaufteilung behandelt wird. Somit war zu diesem Zeitpunkt das Dorf, dessen Anfänge vermutlich in das 12. Jahrhundert reichen und im Süden der Scharoscher Gespanschaft lag, bereits bestehend. Seit dem 14. Jahrhundert war im Ort eine Linie des Geschlechts Aba bedeutend und bis zum Ende des 15. Jahrhunderts sind die beiden Ortsteile ineinander verschmolzen.
In der Neuzeit wurde das ursprünglich slawische Dorf teilweise magyarisiert, bedingt durch Türkenkriege im Süden des Königreichs Ungarn. Berichte aus dem 18. Jahrhundert sprechen aber wieder von einem mehrheitlich slowakischen Dorf.

## Bevölkerung
| Jahr                | 1994 | 2004    | 2014     | 2024     |
| ------------------- | ---- | ------- | -------- | -------- |
| Anzahl der Personen | 862  | 872     | 1115     | 1397     |
| Unterschied         |      | +1,16 % | +27,86 % | +25,29 % |

| Jahr                | 2023 | 2024    |
| ------------------- | ---- | ------- |
| Anzahl der Personen | 1369 | 1397    |
| Unterschied         |      | +2,04 % |

Ergebnisse nach der Volkszählung 2001 (890 Einwohner):
| Nach Ethnie: - 98,65 % Slowaken - 0,34 % Tschechen - 0,22 % Ukrainer | Nach Konfession: - 74,38 % römisch-katholisch - 15,96 % evangelisch - 3,93 % griechisch-katholisch - 2,70 % konfessionslos |

## Sehenswürdigkeiten
- römisch-katholische Kirche der Heiligen Kreuzerhöhung aus dem Jahr 1700
- Landschloss Budimír (slowakisch Budimírsky kaštieľ), ursprünglich im 18. Jahrhundert erbaut, heute beherbergt eine Uhrenausstellung des Slowakischen Technischen Museums
- Renaissance-Landsitz aus dem 17. Jahrhundert

## Verkehr
- Straße: Ausfahrt Budimír, Košice-sever an der Autobahn D1 und Ort selbst durch die Straße 1. Ordnung 20 erreichbar
- Eisenbahn: Bahnhöfe Košice oder Kysak, beide in etwa 12 Kilometer Entfernung